# Bigote (localidad)
Bigote, cuyo nombre completo es San Juan de Bigote, es una villa peruana ubicada en el distrito de San Juan de Bigote, perteneciente a la provincia de Morropón del departamento de Piura, al norte del Perú. Es a su vez la capital del distrito homónimo.

## Historia

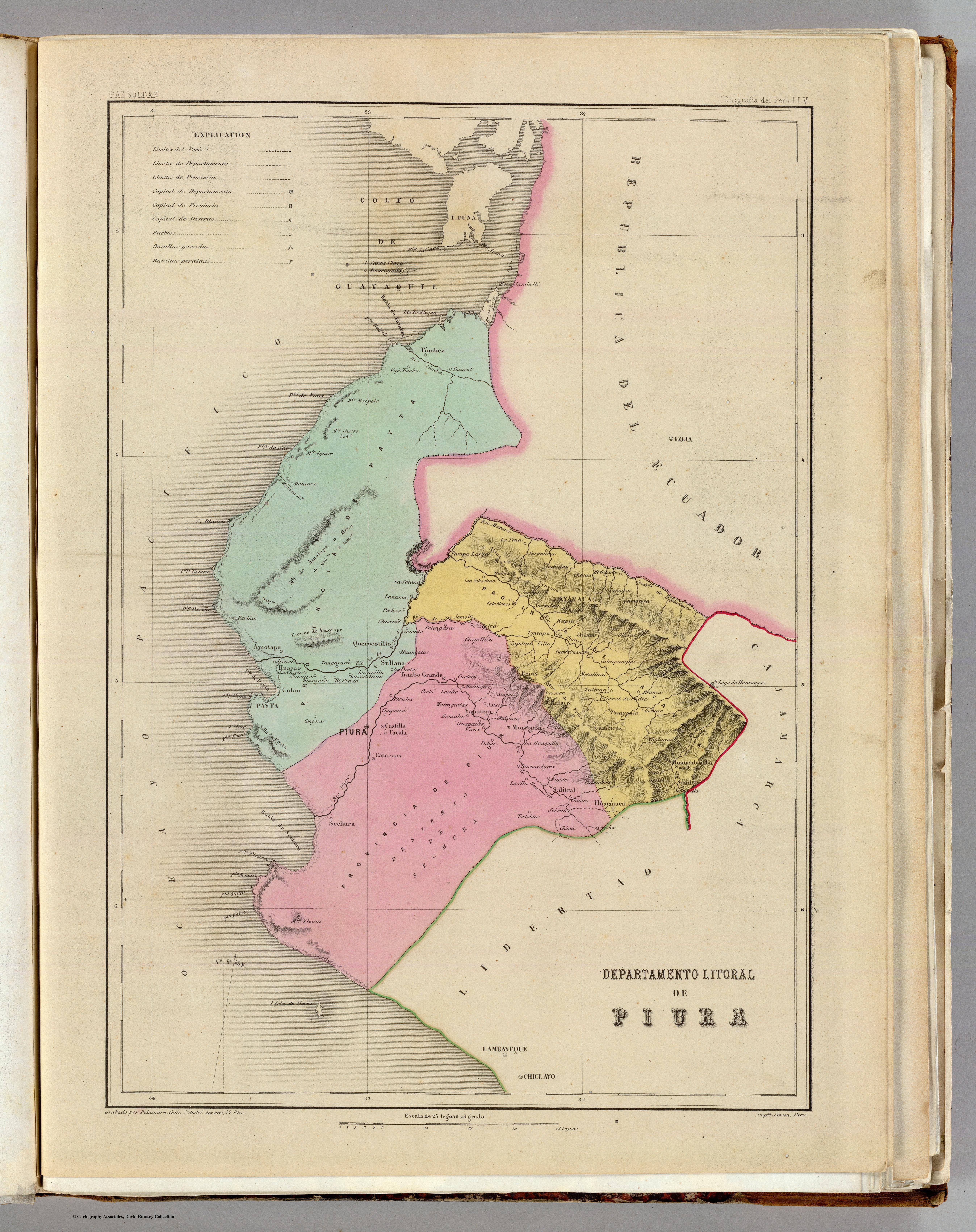
Antiguo mapa del departamento litoral de Piura. Nótese el nombre "Vigote" en la parte central derecha de la provincia de Piura marcada en color rosado. (1865)

El pueblo de Bigote antiguamente se le denominaba "Charanal", en honor a una especie de árbol que sirve como alimento al ganado.
El distrito de San Juan de Bigote fue creado durante el primer gobierno de Alan García a través de la Ley N°24627 del 29 de diciembre de 1986, separándose del distrito de Salitral y estableciendo al pueblo de Bigote como su capital.

## Geografía
Bigote se encuentra a una altitud de 184 m s. n. m. El pueblo está rodeado de largas cadenas de montañas y cerros. A su vez, se encuentran dos quebradas que atraviesan el pueblo, las cuales se conectan al río de mismo nombre, ubicado al norte del pueblo. Esto genera que Bigote y los demás pueblos cercanos se vean vulnerados y afectados por desbordes causados por las fuertes precipitaciones.

## Hitos y estructura urbana

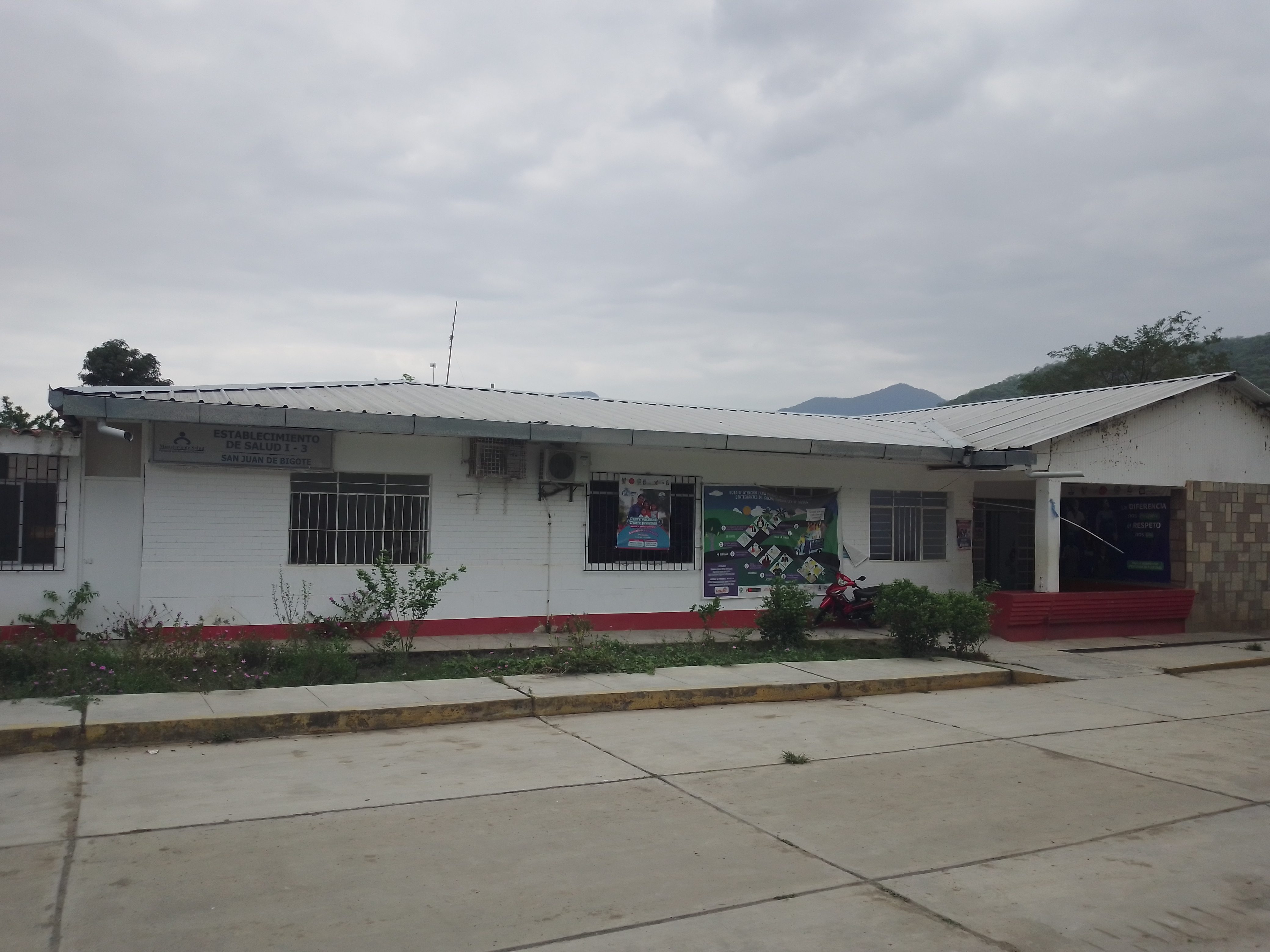
Centro de Salud I-3 de San Juan de Bigote.

La principal vía de acceso de la localidad es por la carretera Salitral-Huancabamba, la cual también conecta la localidad con otras localidades aledañas como Alan García, La Pareja y Dotor. Además, contiene un centro educativo, un mercado y una posta médica, como también una iglesia, una comisaría y una plaza principal.

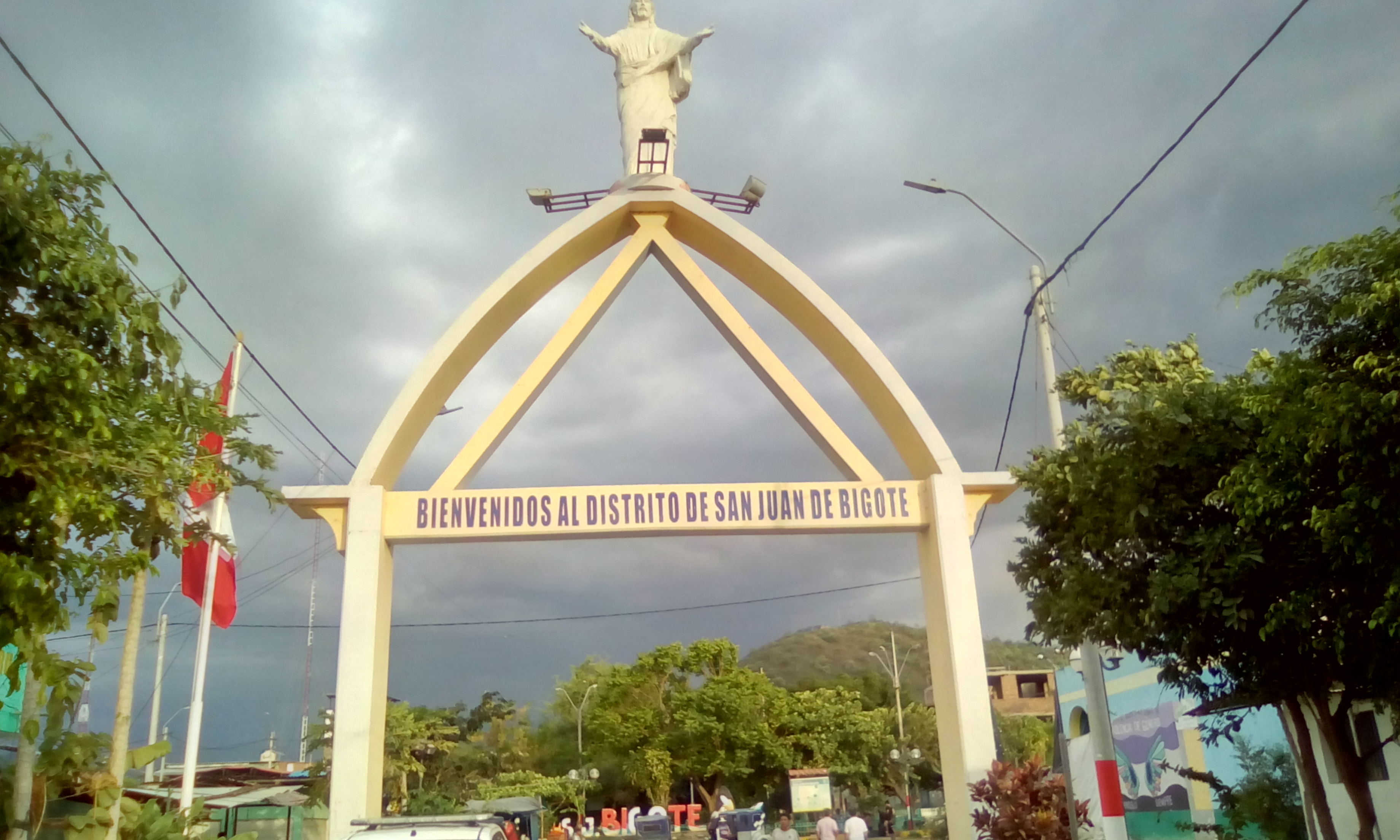
Monumento de bienvenida al distrito de San Juan de Bigote, con un Cristo Redentor en la parte superior.

En la entrada al pueblo, se ubica un monumento con un Cristo Redentor que da la bienvenida al distrito de San Juan de Bigote.

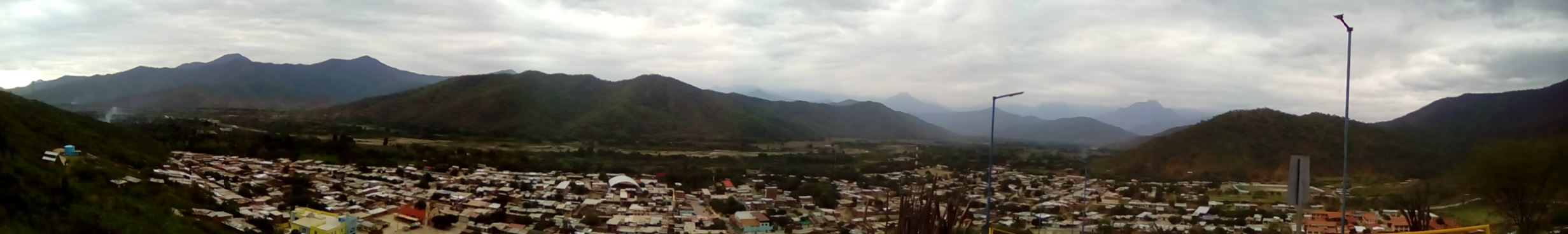
Vista panorámica de Bigote y sus alrededores.

## Demografía
En 2017 Bigote tenía una población de 2205 habitantes y 968 viviendas, según el INEI.
| Gráfica de evolución demográfica de Bigote entre 1940 y 2017     |
|                                                                  |
| Fuentes: Población 1940 (con el nombre de Charanal), 1993 y 2017 |

## Atracciones turísticas

### Lisa de Oro

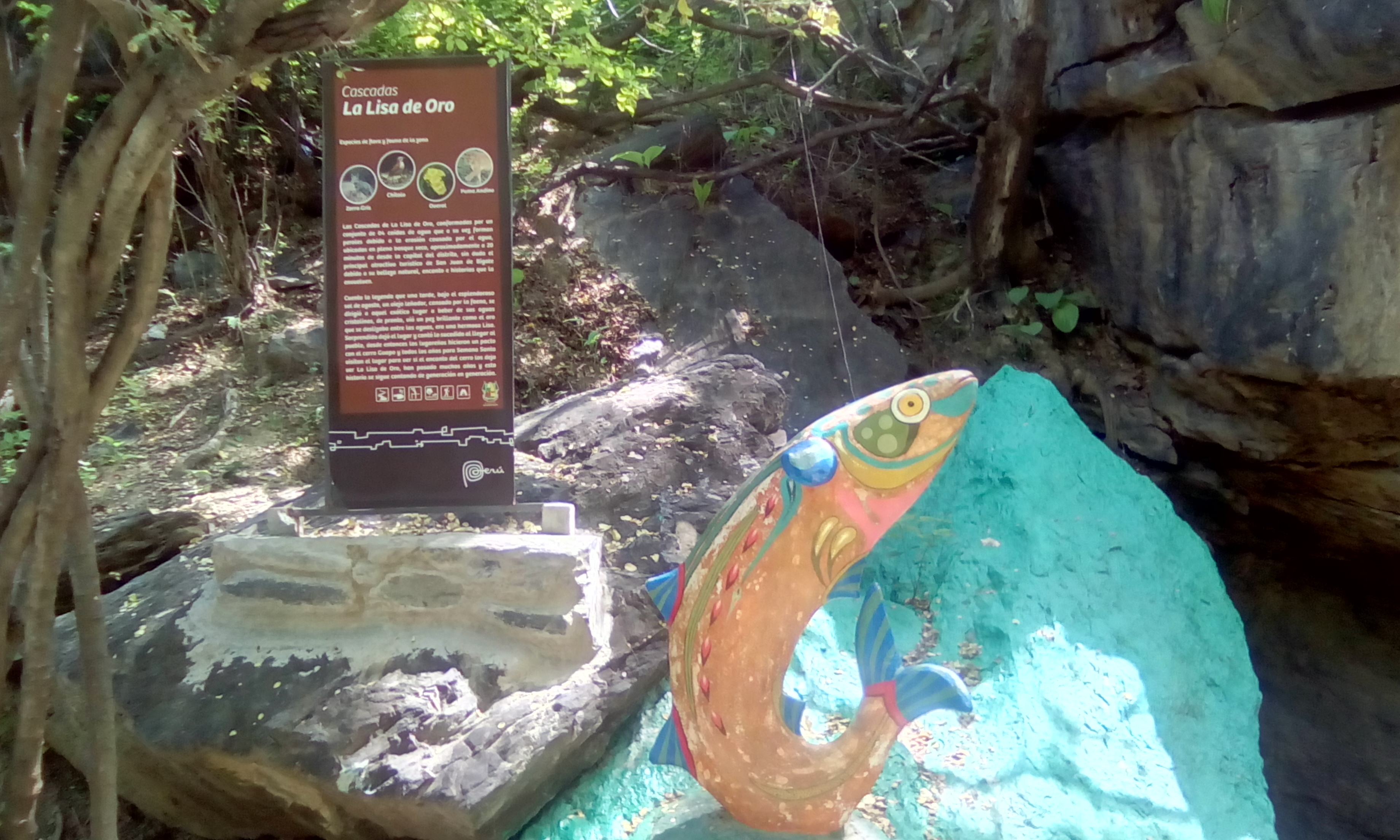
Monumento de la Lisa de Oro.

Se denomina Lisa de Oro a una caída de agua ubicada al sudeste del pueblo. La razón del nombre se debe a que, según los pobladores, cuando Bigote recién estaba naciendo, la pesca de las lisas de río era común para subsistir. Un día, un poblador vio a un pez mucho más brillante que los demás, aludiendo que era de oro.
Este lugar es frecuentado regularmente por los pobladores del pueblo, así como también de otros poblados cercanos.

### Mirador Cerro de la Cruz

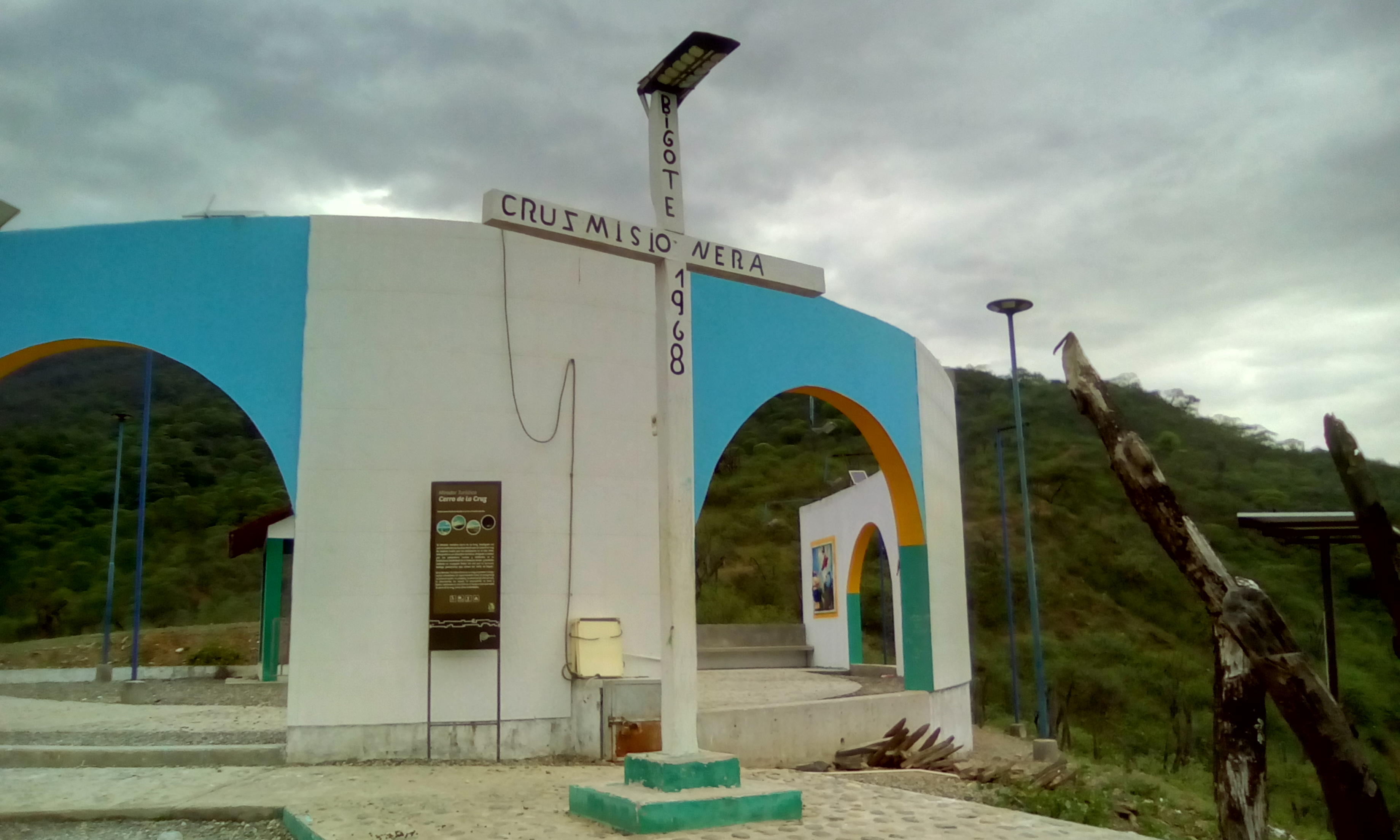
Cruz misionera del Cerro de la Cruz.

Al sur del pueblo se ubica el cerro denominado "Cerro de la Cruz", en el cual en su cima se encuentra un mirador de donde se puede apreciar todo el pueblo de Bigote y sus alrededores. Igualmente, en dicho mirador se encuentra una cruz, la cual fue puesta por un grupo de misioneros religiosos en 1968, como símbolo de su evangelización. El mirador es visitado regularmente, sobre todo durante Semana Santa.

## Clima
| Parámetros climáticos promedio de Bigote | Parámetros climáticos promedio de Bigote | Parámetros climáticos promedio de Bigote | Parámetros climáticos promedio de Bigote | Parámetros climáticos promedio de Bigote | Parámetros climáticos promedio de Bigote | Parámetros climáticos promedio de Bigote | Parámetros climáticos promedio de Bigote | Parámetros climáticos promedio de Bigote | Parámetros climáticos promedio de Bigote | Parámetros climáticos promedio de Bigote | Parámetros climáticos promedio de Bigote | Parámetros climáticos promedio de Bigote | Parámetros climáticos promedio de Bigote |
| Mes                                      | Ene.                                     | Feb.                                     | Mar.                                     | Abr.                                     | May.                                     | Jun.                                     | Jul.                                     | Ago.                                     | Sep.                                     | Oct.                                     | Nov.                                     | Dic.                                     | Anual                                    |
| ---------------------------------------- | ---------------------------------------- | ---------------------------------------- | ---------------------------------------- | ---------------------------------------- | ---------------------------------------- | ---------------------------------------- | ---------------------------------------- | ---------------------------------------- | ---------------------------------------- | ---------------------------------------- | ---------------------------------------- | ---------------------------------------- | ---------------------------------------- |
| Temp. media (°C)                         | 23.1                                     | 23.3                                     | 23.5                                     | 23.2                                     | 22.3                                     | 21.2                                     | 20.5                                     | 20.5                                     | 20.8                                     | 21.1                                     | 21.2                                     | 22.3                                     | 21.9                                     |
| Fuente: climate-data.org                 |                                          |                                          |                                          |                                          |                                          |                                          |                                          |                                          |                                          |                                          |                                          |                                          |                                          |